# Požehnání (judaismus)
| Židé a judaismus |
| Židé • Judaismus • Kdo je Žid |
| Ortodoxní • Konzervativní (Masorti) Progresivní (Reformní - Liberální) • Ultraortodoxní Samaritáni • Falašové • Karaité                                                                                            |
| Etnické skupiny a jazyky |
| Aškenázové • Sefardové • Mizrachim Hebrejština • Jidiš • Ladino • Ge'ez • Buchori |
| Populace (vývoj) |
| Evropa • Amerika • Asie • Afrika • Austrálie |
| Náboženství |
| Bůh • Principy víry • Boží jména 613 micvot • Halacha • Noachidské zákony Mesiáš • Eschatologie |
| Židovské myšlení, filosofie a etika |
| Židovská filosofie Cdaka • Musar • Vyvolenost Chasidismus • Kabala • Haskala |
| Náboženské texty |
| Tóra • Tanach • Mišna • Talmud • Midraš Tosefta • Mišne Tora • Šulchan aruch Sidur • Machzor • Pijut • Zohar |
| Životní cyklus, tradice a zvyky |
| Obřízka • Pidjon ha-ben • Simchat bat • Bar micva Šiduch • Svatba • Ketuba • Rozvod (Get) • Pohřeb Kašrut • Židovský kalendář • Židovské svátky Talit • Tfilin • Cicit • Kipa Mezuza • Menora • Šofar • Sefer Tora |
| Významné postavy židovství |
| Abrahám • Izák • Jákob • Mojžíš Šalomoun • David • Elijáš • Áron Maimonides • Nachmanides • Raši Ba'al Šem Tov • Ga'on z Vilna • Maharal                                                                           |
| Náboženské budovy a instituce |
| Chrám • Synagoga • Ješiva • Bejt midraš Rabín • Chazan • Dajan • Ga'on Kohen (kněz) • Mašgiach • Gabaj • Šochet Mohel • Bejt din • Roš ješiva                                                                      |
| Židovská liturgie |
| Šema • Amida • Kadiš Minhag • Minjan • Nosach Šacharit • Mincha • Ma'ariv • Musaf |
| Dějiny Židů |
| starověk • středověk • novověk |
| Blízká témata |
| Antisemitismus • Gój • Holocaust • Izrael Filosemitismus • Sionismus Abrahámovská náboženství |
| z • d • e |

Požehnání (hebrejsky ברכה‎, bracha; pl. ברכות‎, brachot) je v judaismu modlitba recitovaná ve specifickém místě obřadu, liturgie nebo jiné činnosti. Účelem požehnání je vyjádřit uznání Boží svrchovanosti a Boha jako zdroje veškerého dění. Obvykle začínají slovy „Baruch ata Adonaj, Elohejnu, melech ha-olam, …“ („Požehnaný jsi Ty, Hospodine, Bože náš, Králi všehomíra, …“).

## Typy požehnání
Existují tři hlavní kategorie požehnání:
- požehnání nad požitky (ברכות הנהנין‎, birkot ha-nehenin) kam patří především požehnání nad jídlem a nad vůněmi,
- požehnání související s vykonáním micvy (ברכות המצוות‎, birkot ha-micvot),
- požehnání na vyjádření chvály nebo vděčnosti (ברכות שבח והודאה‎, birkot ševach ve-hoda'a).

Ten, kdo slyší někoho říkat požehnání, odpovídá slovem amen; je-li ovšem zaměstnán vlastní modlitbou, je mu na některých místech zakázáno přerušit ji mluvením, a to i odpovědí amen. Až na několik výjimek se neodpovídá amen na vlastní požehnání, a to přesto, že některé další modlitby (např. kadiš) obsahují amen ve svém textu.

### Požehnání nad jídlem
Judaismus učí, že jídlo v zásadě patří Bohu jakožto zaopatřovateli potřeb všeho živého, a že kdo z něj chce mít požitek, musí vyjádřit vděčnost Bohu vyslovením příslušného požehnání před jezením. Existuje šest různých požehnání před jídlem určených pro různé druhy potravin: ha-moci, mezonot, ha-gefen, ha-ec, ha-adama a še-ha-kol.
Krom toho existují 3 různá požehnání po jezení různých druhů potravin: birkat ha-mazon, me-ejn šaloš (které má několik různých variant) a bore nefašot. Tato požehnání se ovšem říká pouze ten, kdo snědl či vypil odpovídající množství (ke-zajit u jídla nebo revi't u nápojů) během určeného času.

## Požehnání v případě pochybnosti
V některých případech může vzniknout pochybnost, zda je třeba říci požehnání (např. když si někdo nepamatuje, jestli už požehnání řekl, nebo ne). V takovém případě nelze prostě říci požehnání ještě jednou „pro jistotu“, neboť je zakázáno říci nadbytečné požehnání (bracha le-vatala), které by představovalo přestoupení přísného zákazu „brát boží jméno nadarmo“. Rozhodnutí je v tomto případě závislé na tom, zda požehnání dotčené pochybností je přikázáno z Tóry nebo rabínským příkazem.

## Odpovídání„Amen“
Nejčastější situace, ve které halacha vyžaduje pronesení „amen“ je tehdy, kdy někdo slyší jiného pronést požehnání.
Je dokonce zakázáno svévolně opomenout odpovědět „amen“ v situaci, kdy je vyžadováno. Tento požadavek je odvozován z verše Tóry:

כִּי שֵׁם ה׳ אֶקְרָא הָבוּ גֹּדֶל לֵאלֹהֵינוּ‎
„Jméno Hospodinovo totiž provolám — velebnost Boha našeho uznejte.“

Dt 32, 3 (Kral, ČEP)

Toto nařízení se týká Božího jména, které bylo vyslovováno pouze v určitých předepsaných případech v svatyni chrámu v Jeruzalémě. Každý, kdo slyšel toto konkrétní vyslovení Božího jména, byl povinen odpovědět slovy בָּרוּךְ שֵׁם כְּבוֹד מַלְכוּתוֹ לְעוֹלָם וָעֶד‎ („Baruch šem kevod malchuto le-olam va-ed,“ v překladu: „Požehnáno budiž jméno Jeho vznešené říše na věky věkův!“)
Po zboření chrámu v r. 70 o. l. však bylo vyslovování Božího jména zakázáno a na příslušných místech nahrazeno výslovností „Adonaj“. Přestože toto označení je také nositelem značné svatosti (je jedním ze sedmi Božích jmen) a z toho důvodu ani ono nesmí být vyslovováno bez patřičného důvodu, může být vysloveno v odpovídajícím kontextu (např. v modlitbách, požehnáních nebo při citaci verše z Tanachu). Výše zmíněná povinnost odpovědět při zaslechnutí Božího jména se však na zaslechutí jména Adonaj nevztahuje.
Talmudičtí učenci ustanovili proto povinnost odpovědět amen na konci požehnání mimo chrám, která má být náhradou za baruch šem používané v chrámu. Zatímco ovšem „baruch šem je vyjádřením chvály a úcty, amen vyjadřuje víru.“ 